# Наследничье
Наследничье — село в Шиловском районе Рязанской области в составе Аделинского сельского поселения.

## Географическое положение
Село Наследничье расположено на Окско-Донской равнине на правом берегу ручья Урхо (приток реки Мильчус) у его истоков в 27 км к северо-востоку от пгт Шилово. Расстояние от села до районного центра Шилово по автодороге — 33 км.
Со всех сторон село окружено большим лесным массивом, в окрестностях несколько небольших озер. Ближайшие населенные пункты — село Аделино, деревни Нарезка, Сельцо-Сергиевка, Полтавка и Павловка.

## Население
| 1859 | 1897 | 1906 | 2010 |
| ---- | ---- | ---- | ---- |
| 838  | ↗852 | ↗971 | ↘31  |

По данным переписи населения 2010 г. в селе Наследничье постоянно проживают 31 чел. (в 1992 г. — 92 чел.).

## Происхождение названия

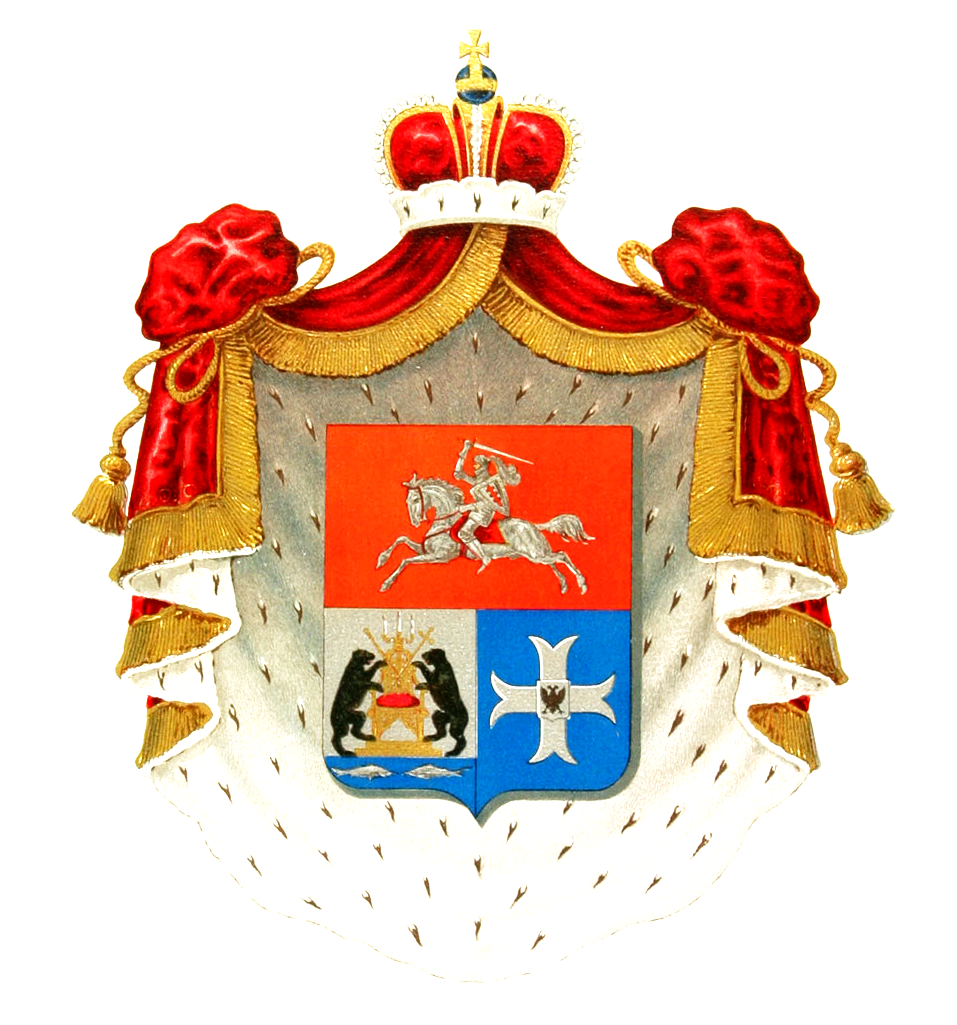
Герб рода князей Голицыных.

Село Наследничье возникло в результате слияния двух расположенных по берегу ручья Урхо селений — Верхнего Наследничьего или Косого Поселка, и Нижнего Наследничьего, или Рязанки (см. село Ряссы Шиловского района).
Существует несколько версий происхождения этих названий. Одна из них, высказанная михайловскими краеведами И. Журкиным и Б. Катагощиным, гласит, что село было названо по фамилии местного землевладельца Наследкова. По другой, более правдоподобной версии, село было названо в честь новорожденного наследника — сына князя Василия Сергеевича Голицина, которым было выселено несколько семей в описываемую местность из села Дубровка.
Рассказывают также, что князь Голицын сгонял сюда ленивых мужиков. Однажды он отдал это село в приданое дочери, которая была то ли одноглазая, то ли кривая (косая), и потому за селом закрепилось неофициальное название — Кривое и официальное — Наследничье, то есть данное в наследство.

## История

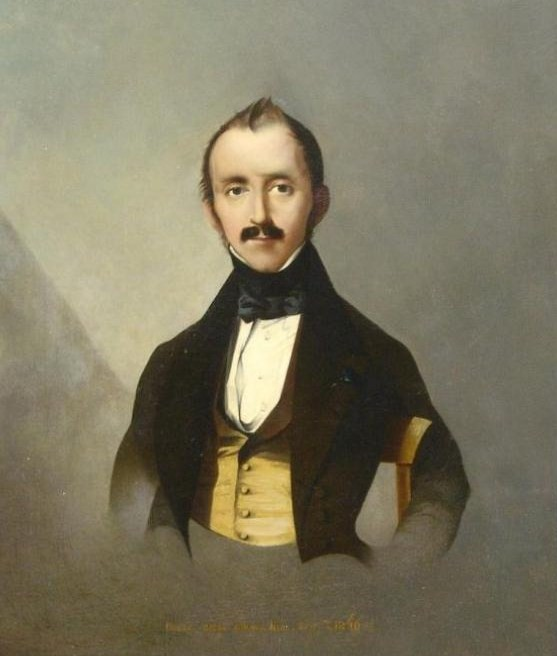
Голицын Василий Сергеевич (1794 – 1836), князь, статский советник, основатель и первый владелец села Наследничье.

Согласно документам, село Верхнее, а впоследствии и Нижнее Наследничье, было образовано ок. 1836—1837 гг. князем Василием Сергеевичем Голицыным (1794+1836 гг.) как выселки крепостных крестьян из села Дубровка с целью создать наследство своему сыну, князю Владимиру Васильевичу Голицыну (1830+1886 гг.). Местность в округе ручья Урхо, куда переселили крестьян, изначально называлась «Мокрушей», так как со всех сторон была окружена топким дремучим лесом. Поэтому впоследствии и возникло предание, что князь Голицын выселил сюда тех, кто доставлял ему какие-либо неприятности.
Вначале Наследничье числилось деревней и относилось к приходу Успенской церкви села Мелехово (совр. Чучковский район). Но уже в 1839 г., по инициативе и на средства княгини Аглаиды Павловны Голицыной (урожденной Строгановой; 1799+1882 гг.), здесь был построен каменный Петропавловский храм. Престол в нем был один — во имя святых первоверховных апостолов Петра и Павла.

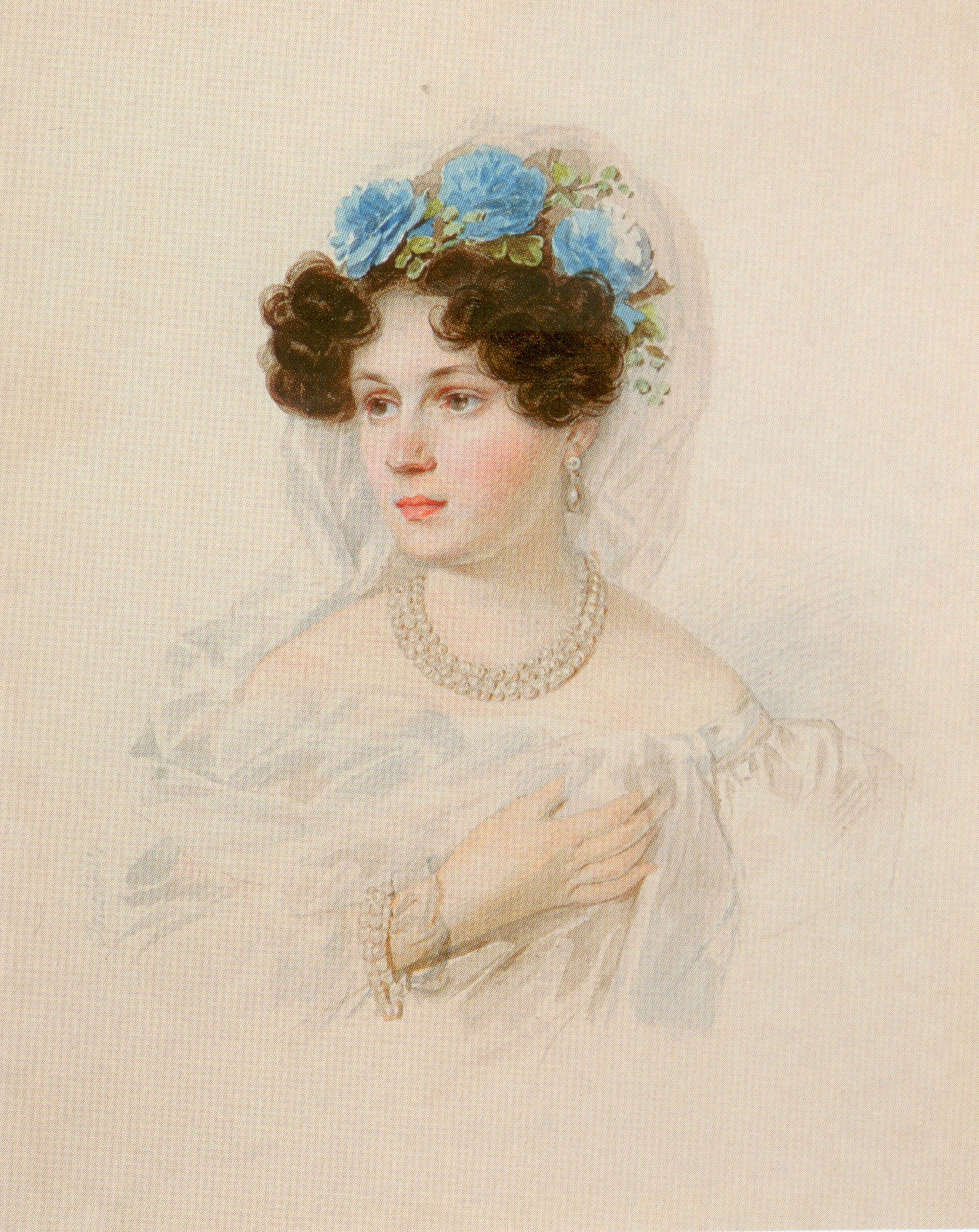
Аглаида Павловна Голицына (урожд. Строганова; 1799 – 1882), княгиня, строительница Петропавловской церкви в селе Наследничье.

Село Наследничье упоминается в «Списках населенных мест Российской империи» (1862 г.).
В 1881 г. князем Владимиром Васильевичем Голицыным в селе Наследничье был учрежден кирпичный завод. В 1889 г. Петропавловская церковь была обнесена каменной оградой, в 1896 г. в ней были сделаны две печи, а в 1897 г. на средства прихожан устроен новый иконостас. В конце XIX в. в селе Наследничье была открыта земская 2-классная смешанная школа.
По данным И. В. Добролюбова, к 1891 г. в состав прихода Петропавловской церкви в селе Наследничье, помимо самого села со 118 дворами, входили деревня Сергеевка (44 двора), Павлова (41 двор) и Косой Поселок (7 дворов), в коих всего проживало 844 души мужского и 901 душа женского пола, в том числе грамотных — 280 мужчин и 44 женщины.
Интересно, что в январе 1918 г. крестьяне селений Наследничье, Павловка и Сергиевка 2-я полностью разорили и сожгли помещичье имение в селе Аделино, в связи с чем Рязанский Совет Советов обращался к населению со специальным воззванием о бережном отношении к конфискованному у помещиков имуществу.

## Транспорт
Основные грузо- и пассажироперевозки осуществляются автомобильным транспортом: село имеет выезд на проходящую поблизости автомобильную дорогу регионального значения Р125: «Ряжск — Касимов — Нижний Новгород».

## Достопримечательности
- Храм святых первоверховных апостолов Петра и Павла — Петропавловская церковь. Построен в 1839 г. по инициативе и на средства княгини Аглаиды Павловны Голицыной (урожденной Строгановой; 1799+1882 гг.).[11]

## Известные уроженцы
- Иван Петрович Герасев (1898+1974 гг.) — советский военачальник, генерал-майор.

Герасев Иван Петрович (1898 –1974).